# Hero (film)
 For alternative betydninger, se Hero (flertydig). (Se også artikler, som begynder med Hero)
Hero (英雄, Yīng Xióng) er en kinesisk kampsportsfilm fra 2002, instrueret af Zhang Yimou med musik komponeret af Tan Dun. Filmen er løs baseret på den legendariske Jing Ke, med Jet Li i hovedrollen som den navneløse hovedperson.

## Handling
En gruppe lejemordere: Flyvende Sne (飛雪) (Maggie Cheung), Brækkede Sværd (殘劍) (Tony Leung), og Himmel (長空) (Donnie Yen), sværger at tage livet af kongen af Qin (秦王) (Chen Daoming), og Navnløs (無名) (Jet Li) ankommer til paladset for at kræve belønningen for at have besejret disse tre. Filmen skildrer historien om hans konversation med Kongen af Qin, og flashbackene fortæller rejsen han tog for at tilegne sig æren for at sidde før kejseren. Zhang Ziyi medvirker som Måne, der tjener Brækkede Sværd (如月).

## Premiere
Hero havde premiere den 24. oktober 2002 i Kina; og var den dyreste og mest indbringende film i kinesisk filmhistorie.

## Medvirkende
- Jet Li som Navnløs
- Tony Leung Chiu Wai som Brækkede Sværd
- Maggie Cheung som Flyvende Sne
- Zhang Ziyi som Måne
- Chen Daoming som Kongen af Qin
- Donnie Yen som Himmel